# Giovanni Visconti (cyclisme)
Pour les articles homonymes, voir Visconti et Giovanni Visconti.
Giovanni Visconti, né le 13 janvier 1983 à Turin, est un coureur cycliste italien, professionnel de 2005 à 2022. À l'aise sur les courses d'un jour, il compte à son palmarès plusieurs semi-classiques italiennes ainsi que trois titres de champion d'Italie sur route. Meilleur grimpeur du Tour d'Italie 2015, il a également gagné deux étapes du Tour d'Italie, ainsi que les cinquième, sixième et septième éditions de l'UCI Europe Tour, grâce à ses nombreuses victoires et place d'honneur obtenues sur les classiques italiennes.

## Biographie

### Enfance et carrière amateur
Lors de son avant-dernière saison amateur en 2003, Giovanni Visconti devient tout d'abord champion d'Italie sur route espoirs. Durant l'été, il remporte le Gran Premio Inda et devient champion d'Europe espoirs devant le Français Jérémy Roy et le Slovène Kristjan Fajt. En septembre, il remporte la quatrième étape du Tour de Toscane espoirs, épreuve qu'il termine troisième du classement final avant de gagner le Trofeo Gianfranco Bianchin devant notamment Alessandro Ballan troisième.
En 2004, il commence par remporter deux étapes sur le Giro delle Regione (les 2e et 4eb) avant de terminer troisième de l'épreuve remportée l'Ukrainien Andriy Grivko. En juin, il inscrit son nom au palmarès du Grand Prix Kranj avant de franchir la ligne d'arrivée en vainqueur du Tour des Flandres espoirs devant deux autres Italiens, Claudio Corioni et Elia Rigotto.

### 2005-2006: débuts pros chez Domina Vacanze et Milram

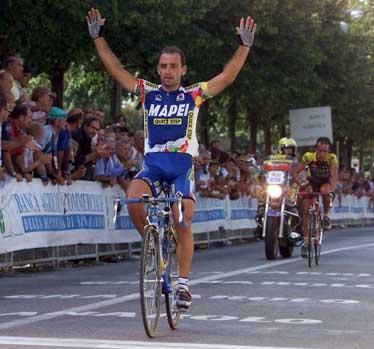
Giovanni Visconti est annoncé comme le successeur de Paolo Bettini.

Visconti passe professionnel en 2005 dans la nouvelle équipe italienne Domina Vacanze-De Nardi qui participe au ProTour nouvellement créé. Il se fracture la clavicule malheureusement dès le début de la saison. Il réalise quelques bonnes places sur les semi-classiques italiennes comme une troisième place sur Firenze-Pistoia, une quatrième sur la Coppa Placci ou une cinquième sur la Coppa Agostoni. Dès ses premières années pro, on le considère comme un grand espoir italien, et il est présenté comme le successeur de Paolo Bettini.
En 2006, avec l'arrêt de la structure Domina Vacanze-De Nardi, il reste aux côtés de Gianluigi Stanga et signe dans la nouvelle équipe allemande Milram. Durant cette saison, il réalise de nouveau des places d'honneur sur les semi-classiques italiennes comme une seconde place sur le Trofeo Melinda en août, une autre seconde place sur le Grand Prix de l'industrie et du commerce de Prato en septembre mais surtout il remporte sa première victoire professionnelle sur la Coppa Sabatini en octobre en devançant Ruggero Marzoli et Enrico Gasparotto.

### 2007-2008: le successeur de Bettini chez Quick Step
En 2007, Giovanni Visconti rejoint l'équipe belge Quick Step-Innergetic pour continuer à apprendre aux côtés de Paolo Bettini. Après un début de saison pauvre en résultats de grande valeur, il participe à son premier grand tour, le Tour d'Italie. Il termine deux fois dans le top 10 d'une étape, huitième de la 16e étape et second derrière Iban Mayo sur la 19e. Il finira 77e à l'arrivée à Milan. Fin juin, il remporte ensuite son premier championnat d'Italie en ligne en devançant Paolo Bossoni et Davide Rebellin au sprint. Après cette victoire, il gagne la 2ea étape du Brixia Tour en juillet avant de conserver son titre sur la Coppa Sabatini devant le Luxembourgeois Fränk Schleck et l'Ukrainien Mikhaylo Khalilov au sprint à nouveau. Durant la saison, il réalise également ses deux premiers top 10 sur les grandes classiques du calendrier avec une dixième place sur la Classique de Saint-Sébastien et une neuvième sur le Tour de Lombardie à 16 secondes du vainqueur Damiano Cunego.

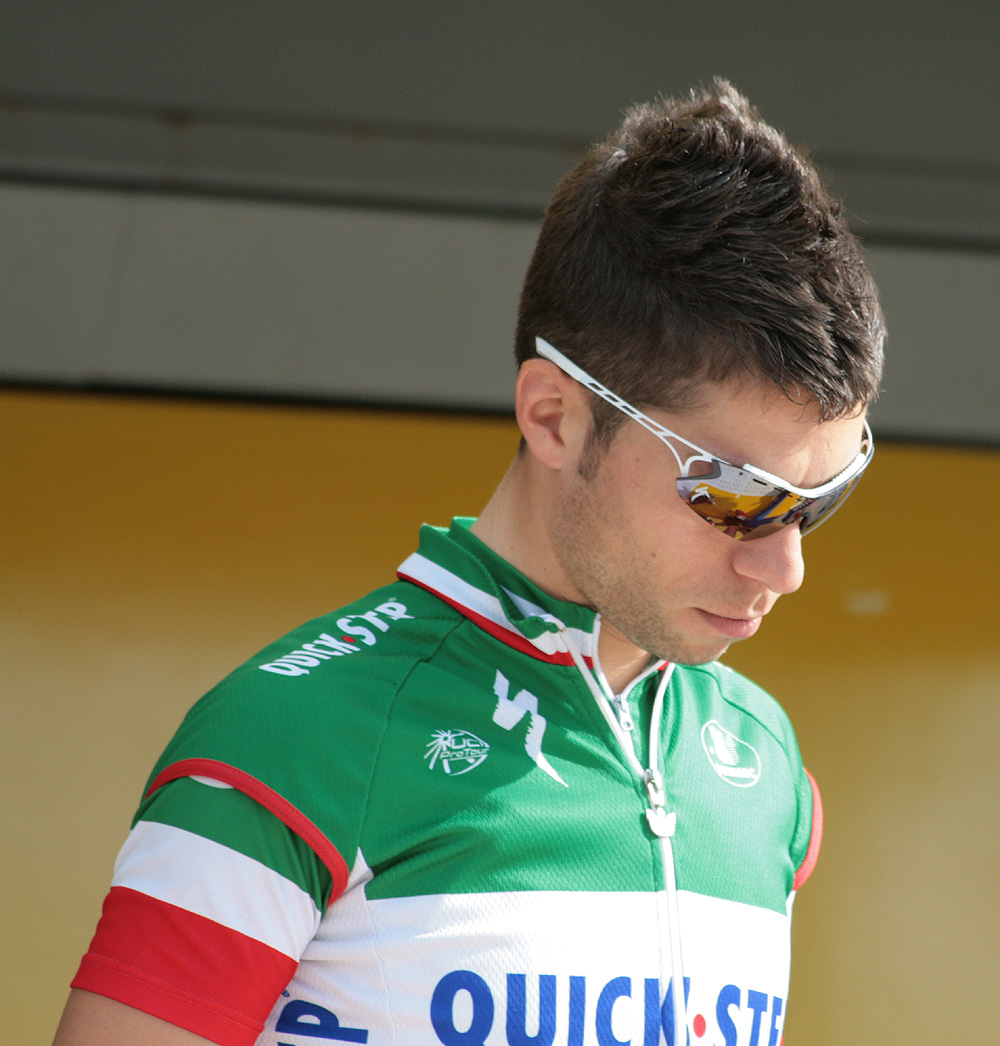
Visconti, portant le maillot de champion d'Italie sur Liège-Bastogne-Liège 2008.

Pour la saison 2008, il est considéré comme l'un des leaders de l'équipe. En début de saison, il termine deuxième du Trofeo Pollença derrière l'Espagnol José Joaquín Rojas en février puis au Grand Prix Pino Cerami devancé par le Suisse Patrick Calcagni début avril. Il remporte également la 3e étape du Tour d'Andalousie-Ruta del Sol après le déclassement d'Alessandro Petacchi vainqueur sur la route. Il prend ensuite le départ de son second Tour d'Italie. Échappé dans la 6e étape, il prend le maillot rose de leader aux dépens de Franco Pellizotti en étant classé dans le même temps que l'Allemand Matthias Russ. Avec 9 minutes d'avance sur les principaux favoris comme Pellizotti ou Danilo Di Luca, le Sicilien peut voir venir. Il garde son maillot pendant 8 jours de course, le cédant au terme de la 14e étape au profit de son compatriote Gabriele Bosisio. Il finira 42e du classement général final après une seconde place lors de la 18e étape derrière Jens Voigt. Fin juin, il échoue dans sa quête de conservation de son titre de champion d'Italie, battu par Filippo Simeoni. Lors des courses d'un jour de fin de saison, Visconti réalise plusieurs belles courses avec une victoire sur le Grand Prix de Fourmies, une seconde place sur le Grand Prix de Wallonie derrière Stefano Garzelli, une nouvelle seconde place sur le Mémorial Cimurri devancé par Mikhaylo Khalilov. Sur le Tour de Lombardie, il règle un petit groupe au sprint pour la quatrième place à 33 secondes de Damiano Cunego. Il finit ensuite une nouvelle fois second à la Japan Cup derrière ce même Cunego.

### 2009-2011: le sommet de l'Europe chez ISD-Neri et Farnese Vini-Neri Sottoli

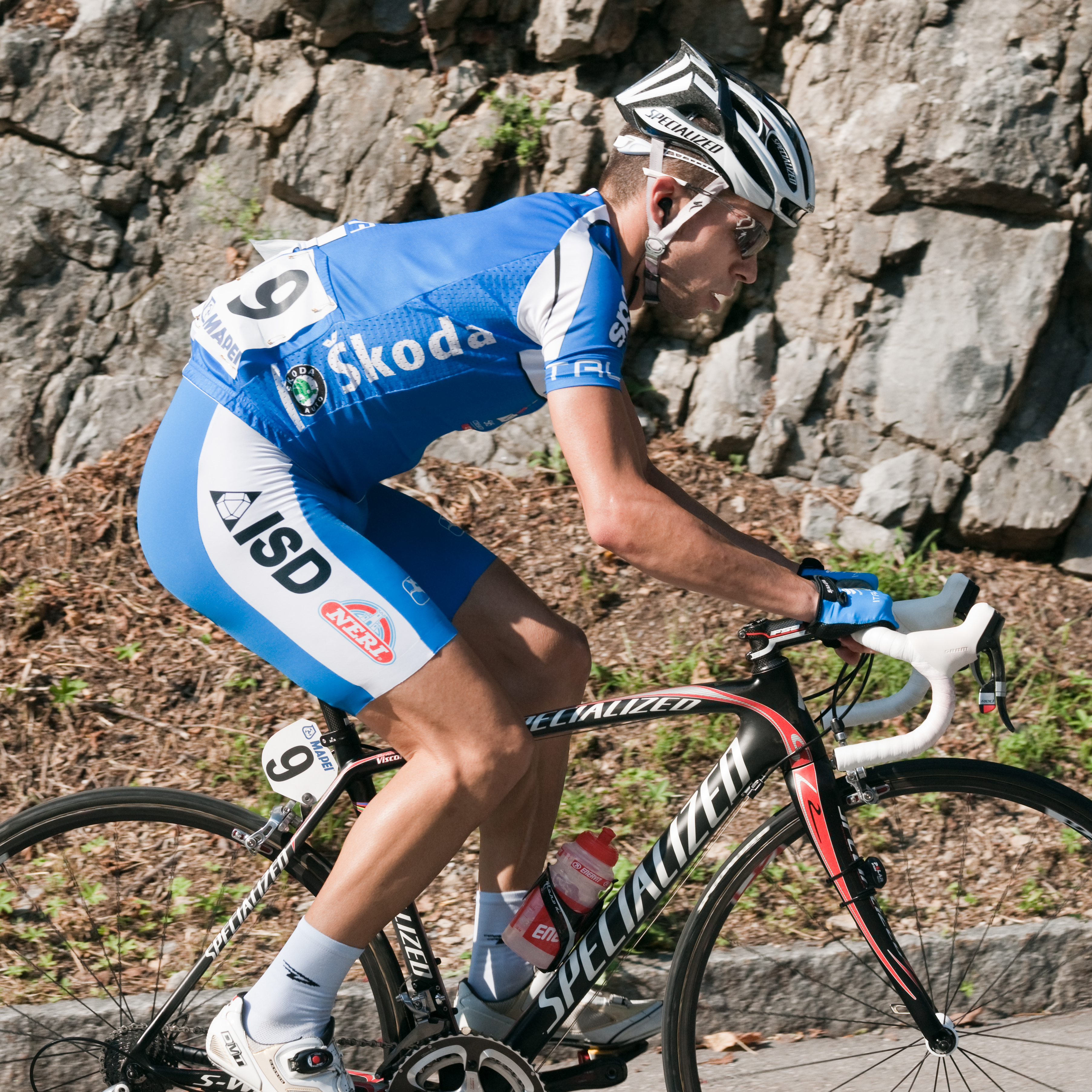
Giovanni Visconti pendant les Championnats du monde de cyclisme sur route 2009 à Mendrisio en Suisse

Alors qu'on aurait pu penser qu'il resterait chez Quick-Step pour pallier le départ à la retraite de Bettini, qui s'imposait comme le leader de l'équipe pour les courses ardennaises de printemps, Giovanni Visconti rentre en Italie chez la nouvelle équipe continentale professionnelle ISD-Neri. Certains déploreront son manque d'ambition, Visconti préférant miser sur les petites courses italiennes qui ont fait sa renommée plutôt que d'essayer de remporter une des très prisées classiques ardennaises. Il est le leader principal de l'équipe. Dès le début de la saison 2009, il brigue des places d'honneur comme au Tour de Sardaigne (5e du classement général), au Tour du Frioul (6e) , sur le Monte Paschi Eroica 2009 (6e) ou à la Semaine internationale Coppi et Bartali (5e) dont il gagne avec son équipe le contre-la-montre par équipes. Il prend ensuite part à son troisième Tour d'Italie consécutif avec pour ambition de gagner une étape. Il ne réalise pas l'objectif escompté, son meilleur résultat restant une sixième place au contre-la-montre final. Il termine ce Giro à la 75e place. En juin, il prend la seconde place du Mémorial Marco Pantani, battu au sprint par Roberto Ferrari et remporte la 2e étape du Tour de Slovénie. Après une pause durant le mois de juillet, il réalise de nouvelles performances sur les courses d'un jour en Italie avec une troisième place sur le Gran Premio Industria e Commercio Artigianato Carnaghese et surtout des victoires sur la Coppa Agostoni, le Trofeo Melinda et le Grand Prix de l'industrie et du commerce de Prato. En fin de saison, il termine second de la Coppa Sabatini (derrière Philippe Gilbert) et du GP Beghelli (derrière Francisco Ventoso). En fin d'année, il est sélectionné dans l'équipe d'Italie pour les championnats du monde sur route à Mendrisio en Suisse mais abandonne durant la course. Ses bons résultats lors de la fin de saison lui permettent de remporter le classement général final de l'UCI Europe Tour en devançant le Néerlandais Kenny van Hummel et le Français Jimmy Casper.
En 2010, Giovanni Visconti entame sa seconde saison dans l'équipe ISD-Neri. Il démarre son année en Italie où il remporte la Classica Sarda Olbia-Pantogia au sprint. Il participe ensuite et abandonne sur Tirreno-Adriatico. Il prend part ensuite au Tour de Turquie où après avoir remporté les 3e et 4e étapes, il s'empare du maillot de leader, qu'il gardera jusqu'à la fin, s'imposerant au classement général à Antalya. Il fait une nouvelle fois l'impasse sur les classiques ardennaises où son équipe n'est pas invitée. Son équipe n'est pas non plus invitée au Tour d'Italie qu'il considérait comme son objectif principal. À la place, il participe au Tour de Luxembourg où il gagne une étape et au Tour de Slovénie qu'il achève à la seconde place derrière Vincenzo Nibali. Fin juin, il remporte son deuxième titre de Champion d'Italie sur route en devançant Ivan Santaromita et Alessandro Ballan. Son équipe n'étant pas non plus retenue pour le Tour de France, il participe au Brixia Tour où il gagne le contre-la-montre par équipes. Pendant l'été, il obtient plusieurs places d'honneur sur le Grand Prix de la ville de Camaiore (2e derrière Kristjan Koren), le Trofeo Melinda (3e) et le Giro della Romagna (3e également). Les derniers mois de la saison cycliste le voit également accumuler les honneurs sur plusieurs courses avec notamment deux quatrièmes places sur le Grand Prix de l'industrie et du commerce de Prato et la Coppa Sabatini. Il est à nouveau sélectionné par l'équipe nationale d'Italie pour la course en ligne des championnats du monde sur route. Il finira la course à la 36e place. Fin octobre, il est lauréat de l'UCI Europe Tour à la fin de la saison pour la deuxième année consécutive, devant le Néerlandais Stefan van Dijk et l'Italien Riccardo Riccò.
En 2011, l'équipe de Visconti change de nom et devient Farnese Vini-Neri Sottoli. Il commence sa saison au Tour d'Oman, dont il prend la troisième place du classement général final. Il remporte ensuite sa première victoire de la saison sur le Gran Premio dell'Insubria en Suisse avant de prendre la 3e place du Grand Prix de Lugano. Le Sicilien prend ensuite part à Tirreno-Adriatico (11e du classement final) avant de gagner la 5e étape de la Semaine internationale Coppi et Bartali. Il prend ensuite le départ du Tour d'Italie avec un maillot spécial commémorant le 150e anniversaire de l'Unité italienne. Lors de la 17e étape, est gagne l'étape mais est déclasser au profit de Diego Ulissi second pour sprint irrégulier. Il finit ce Grand Tour 49e à l'arrivée à Milan. Deuxième du Grand Prix du canton d'Argovie en juin, il conserve son titre et remporte son troisième championnat d'Italie sur route. Il gagne ensuite dans la saison le Gran Premio Industria e Commercio Artigianato Carnaghese et la 4e étape de la Semaine cycliste lombarde avant de prendre la seconde place du Tour de Padanie derrière Ivan Basso. 4e du Mémorial Marco Pantani, de la Coppa Sabatini et 3e du Grand Prix Bruno Beghelli, il termine 7e du Tour de Lombardie à 16 secondes du vainqueur, le Suisse Oliver Zaugg. Il remporte pour la troisième fois consécutive le classement général de l'UCI Europe Tour, devançant le Biélorusse Yauheni Hutarovich et l'Italien Davide Rebellin.

### 2012-2016: retour dans le WorldTour chez Movistar

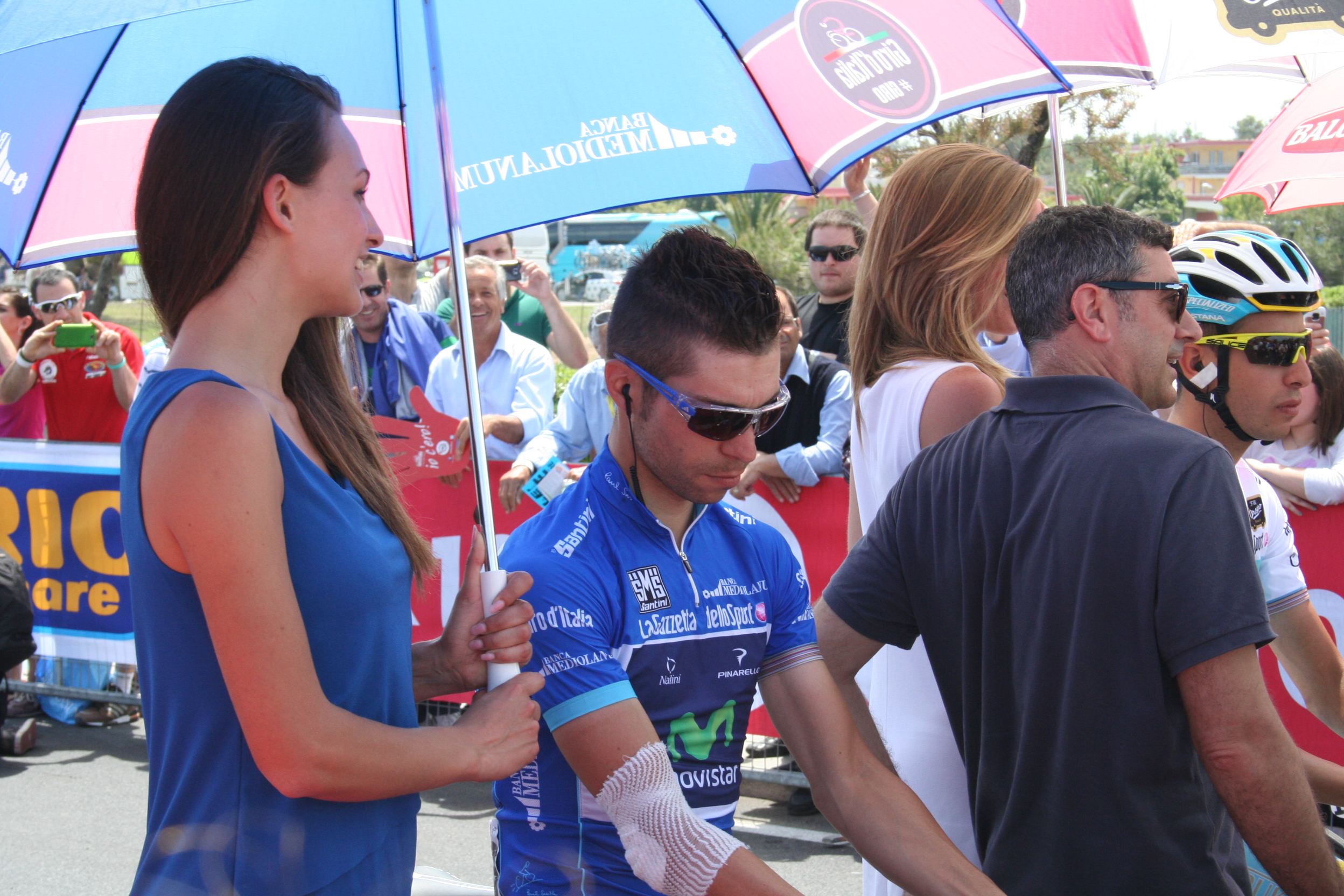
Visconti, avec le maillot bleu de leader du classement des grimpeurs, juste avant le départ de la septième étape du Tour d'Italie 2013.

Il s'engage pour la saison 2012 dans l'équipe espagnole Movistar. Il rejoint ainsi une équipe du World Tour avec laquelle il pourra participer aux plus grandes courses du calendrier comme les classiques ardennaises. Il commence sa saison au Tour de San Luis en Argentine avant de participer notamment à Milan-San Remo qu'il achève à la 16e place. Il prend ensuite la 10e place au sprint de Gand-Wevelgem remporté par le Belge Tom Boonen. Lors de la Klasika Primavera en Espagne, il gagne sa première victoire de la saison en devançant dans un sprint à trois son coéquipier Alejandro Valverde et Igor Antón. Il participe ensuite aux classiques ardennaises où il travaille pour son leader espagnol Valverde et réalise notamment une 26e place sur l'Amstel Gold Race puis termine 65e de Liège-Bastogne-Liège. Il participe ensuite au Tour d'Italie avec pour objectif de remporter une victoire d'étape, mais il doit abandonner après la quinzième étape, étant constamment à bout de souffle. Son entourage lui dit que ce sont probablement des attaques de panique, lui qui a traversé la ligne d'arrivée de l'étape précédente en pleurs. Il effectue un retour et signe une victoire à la fin juillet au Circuit de Getxo, où il fait valoir ses qualités de puncheur sur le final pentu. Il enchaîne avec une septième position au Tour de Burgos, course de cinq étapes classée hors catégorie. Il est constant lors de cette épreuve en se classant dans le top 10 par quatre fois, dont une huitième place lors de l'étape reine se terminant en altitude aux lacs de Neila. En septembre, Visconti décroche une troisième place au Mémorial Marco Pantani après avoir disputé le sprint et franchi la ligne derrière ses compatriotes Fabio Felline (Androni Giocattoli-Venezuela) et Elia Viviani (Liquigas-Cannondale). En décembre 2012, le tribunal du Comité national olympique italien (CONI) annonce, deux jours après celle de Michele Scarponi, une condamnation à une suspension de trois mois de Visconti ainsi que 11 000 euros d'amende pour avoir travaillé avec le médecin italien Michele Ferrari, ce que le CONI a interdit aux sportifs italiens en raison de l'implication du médecin dans plusieurs affaires de dopage. Il nie que Ferrari lui ait jamais fourni des produits dopants, mais la suspension débute au 7 octobre 2012.
De retour en 2013, Visconti remporte en mai la 15e étape du Tour d'Italie, sa première victoire d'étape sur un grand tour dans des conditions dantesques devant la stèle Marco Pantani sur le Col du Galibier. Il s'impose à nouveau en solitaire après vingt kilomètres d'échappée dans la 17e étape. En fin de saison, il est sélectionné pour la course en ligne des championnats du monde de Florence. Animant une échappée reprise en fin de course, Visconti termine 51e d'une course où le leader italien, Vincenzo Nibali, est quatrième. Visconti termine sa saison en participant au Tour de Lombardie puis au Tour de Pékin. En novembre, en raison d'un hématome et d'une infection qui sont la conséquence de sa chute au Tour de Lombardie, Visconti doit être hospitalisé avant d'entamer sa préparation pour 2014. À l'issue de la saison 2013, le contrat qui le lie à Movistar est prolongé pour les deux années suivantes.
Il commence la saison 2014 en Australie par la People's Choice Classic, critérium précédant le Tour Down Under. Il chute durant l'épreuve et est atteint d'une fracture du tibia droit nécessitant une intervention chirurgicale. Il revient à la compétition en avril lors de la Klasika Primavera. Quatrième du championnat d'Italie sur route, il participe ensuite au Tour de France, une première dans sa carrière. Après cette Grande Boucle, il est septième du Circuit de Getxo puis neuvième de la Classique de Saint-Sébastien. Il figure parmi une liste de onze coureurs sélectionnés pour la course en ligne des championnats du monde 2014. Il y fait partie des chefs de file avec Vincenzo Nibali et Fabio Aru. Il s'y classe 32e.
En 2015, il remporte le maillot du meilleur grimpeur du Tour d'Italie, grâce à des attaques dans les dernières étapes de la course. Il qualifie sa conquête du maillot bleu de "consolation" puisqu'il visait des victoires d'étapes qui ne se sont pas concrétisées lors de ces attaques. Il participe en fin d'année à son premier Tour d'Espagne, où il se classe 19e. Juste après la fin de la Vuelta, il se classe deuxième du Mémorial Marco Pantani, battu au sprint par Diego Ulissi.
Lors de l'année 2016, il réalise sa meilleure saison chez Movistar, accumulant les places d'honneur et remportant deux succès : la Klasika Primavera et la 1re étape du Tour de Toscane (troisième du général final). Il est également troisième du Grand Prix de l'industrie et de l'artisanat de Larciano, huitième de l'Amstel Gold Race, treizième du Tour d'Italie (son meilleur classement sur un grand tour) et compte plusieurs top 10 sur les semi-classiques italiennes.

### 2017-2018: l'aventure Bahrain-Merida
Au mois d'août 2016, il signe un contrat de deux ans avec la nouvelle équipe cycliste Bahrain-Merida qu'il rejoint en 2017 en tant qu'équipier de Vincenzo Nibali,. Visconti fait partie de l'équipe du Tour d'Italie et du Tour d'Espagne, tous deux terminés par Nibali sur le podium. Il obtient un succès sur la 100e édition du Tour d'Émilie après une attaque en solitaire dans le final, remportant la victoire devant Nibali pour un doublé de la Bahrain-Merida,. Il est également deuxième du Tour de Slovénie et  du Tour de Toscane.
La saison suivante, en 2018, il se classe cinquième des Strade Bianche, puis participe au Tour d'Italie en tant qu'équipier de Domenico Pozzovivo. Pour la troisième année consécutive, il termine deuxième d'une étape, devancé cette fois par Enrico Battaglin. Après avoir terminé deuxième du championnat d'Italie sur route battu dans un sprint à trois par Elia Viviani, il participe au Tour d'Autriche, où il gagne trois étapes et le classement par points. À la fin de la saison, il quitte Bahrain-Merida pour revenir huit ans après, au sein de l'équipe de Citracca et Scinto, nommée Neri Sottoli-Selle Italia-KTM.

### 2019-2022: fin de carrière en Italie
Pour son retour dans l'équipe Neri Sottoli-Selle Italia-KTM, il décroche quatre succès : une étape sur le Tour de Slovénie et le Tour d'Autriche, ainsi que le Tour de Toscane devant Egan Bernal et le Trittico Lombardo. Également deuxième du général du Tour de Slovénie et des Trois vallées varésines, il gagne le général de la Coupe d'Italie.
Présent sur le Tour d'Italie 2020, Visconti est à la lutte pour le Grand Prix de la montagne durant les deux premières semaines de course. Il termine notamment deuxième derrière Jonathan Caicedo lors de la troisième étape au sommet de l'Etna. Le lendemain, alors qu'il roule à 60 km/h, il heurte l'arrière de la voiture de l'équipe Groupama-FDJ, mais s'en sort sans blessures graves. Cependant, gêné à un tendon rotulien, il est contraint de se retirer de l'épreuve avant la 18e étape alors qu'il occupe la deuxième place du classement des grimpeurs.
En 2021, il rejoint l'équipe italienne Bardiani CSF Faizanè, mais connait une saison difficile. Son meilleur résultat est une cinquième place lors de la douzième étape du Tour d'Italie. 
Lors du début de saison 2022, il enchaine les abandons. Le 9 mars 2022, au lendemain d'un abandon sur Tirreno-Adriatico, il annonce mettre fin à sa carrière à 39 ans. Il explique qu'« il souffrait sur et en dehors du vélo depuis des mois ».

## Style
Coureur classé comme puncheur, Giovanni Visconti est à l'aise sur les courses d'un jour vallonnées. Dans sa jeunesse, il est fréquemment comparé à Michele Bartoli puis au début de sa carrière à Paolo Bettini. La comparaison avec Bettini est favorisée par son recrutement au sein de l'équipe Quick Step-Innergetic en 2007, recrutement qui est placé dans l'héritage du Grillon,. Même s'il remporte à trois reprises le Championnat d'Italie sur route, il n'arrive pas à réitérer les performances de Bettini sur les classiques. Son sens tactique est également cité comme un point fort.

## Palmarès et classements mondiaux

### Palmarès amateur
- 2003
  -  Champion d'Europe sur route espoirs
  -  Champion d'Italie sur route espoirs
  - Coppa AC Capannolese
  - Grand Prix de la ville d'Empoli
  - Trofeo Gianfranco Bianchin
  - Gran Premio Inda
  - 4e étape du Tour de Toscane espoirs
  - 3e du Tour de Toscane espoirs
- 2004
  - Gran Premio Artigiani Sediai e Mobilieri
  - Grand Prix de la ville d'Empoli
  - Grand Prix Kranj
  - Tour des Flandres espoirs
  - 2e et 4eb (contre-la-montre)  étapes du Tour des régions italiennes
  - Giro delle Due Province
  - Circuito Valle del Resco
  - Coppa Guinigi
  - Gran Premio Ezio Del Rosso
  - 2e de Menton-Savone
  - 2e du Trophée Tempestini Ledo
  - 3e du Tour des régions italiennes
  - 3e du Grand Prix de la ville de Vinci
  - 3e de la Coppa Ciuffenna
  - 7e du championnat du monde sur route espoirs

### Palmarès professionnel
- 2005
  - 3e de Florence-Pistoia
- 2006
  - Coppa Sabatini
  - 2e du Trophée Melinda
  - 2e du Grand Prix de l'industrie et du commerce de Prato
- 2007
  -  Champion d'Italie sur route
  - Coppa Sabatini
  - 2ea étape du Brixia Tour
  - 3e de Florence-Pistoia
  - 9e du Tour de Lombardie
  - 10e de la Classique de Saint-Sébastien
- 2008
  - 3e étape du Tour d'Andalousie[48]
  - Grand Prix de Fourmies
  - 2e du Trofeo Pollenca
  - 2e du Grand Prix Pino Cerami
  - 2e du championnat d'Italie sur route
  - 2e du Grand Prix de Wallonie
  - 2e du Mémorial Cimurri 
  - 2e de la Japan Cup
  - 4e du Tour de Lombardie
- 2009
  - Vainqueur de l'UCI Europe Tour
  - Vainqueur de la Coupe d'Italie
  - 1reb étape de la Semaine internationale Coppi et Bartali (contre-la-montre par équipes)
  - 2e étape du Tour de Slovénie
  - Coppa Agostoni
  - Trophée Melinda
  - Grand Prix de l'industrie et du commerce de Prato
  - 2e du Mémorial Marco Pantani
  - 2e de la Coppa Sabatini
  - 2e du Grand Prix Bruno Beghelli
  - 3e du Grand Prix de l'industrie, du commerce et de l'artisanat de Carnago
- 2010
  -  Champion d'Italie sur route
  - Vainqueur de l'UCI Europe Tour
  - Classica Sarda Olbia-Pantogia
  - Tour de Turquie :
    - Classement général
    - 3e et 4e étapes

  - 1re étape du Tour de Luxembourg
  - 1re étape du Brixia Tour (contre-la-montre par équipes)
  - 2e du Tour de Slovénie
  - 2e du Grand Prix de la ville de Camaiore
  - 3e du Trophée Melinda
  - 3e du Tour de Romagne
- 2011
  -  Champion d'Italie sur route
  - Vainqueur de l'UCI Europe Tour
  - Gran Premio dell'Insubria
  - 5e étape de la Semaine internationale Coppi et Bartali
  - Grand Prix de l'industrie, du commerce et de l'artisanat de Carnago
  - 4e étape de la Semaine cycliste lombarde
  - 2e du Grand Prix de l'industrie et de l'artisanat de Larciano
  - 2e du Grand Prix du canton d'Argovie
  - 2e du Tour de Padanie
  - 3e du Tour d'Oman
  - 3e du Grand Prix de Lugano
  - 3e de la Coppa Bernocchi
  - 3e du Grand Prix Bruno Beghelli
  - 7e du Tour de Lombardie
- 2012
  - Klasika Primavera
  - Circuit de Getxo
  - 3e du Mémorial Marco Pantani
  - 10e de Gand-Wevelgem
- 2013
  - 15e et 17e étapes du Tour d'Italie
- 2014
  - 9e de la Classique de Saint-Sébastien
- 2015
  -  Grand Prix de la montagne du Tour d'Italie
  - 2e du Mémorial Marco Pantani
- 2016
  - Klasika Primavera
  - 1re étape du Tour de Toscane
  - 3e du Grand Prix de l'industrie et de l'artisanat de Larciano
  - 3e du Tour de Toscane
  - 8e de l'Amstel Gold Race
- 2017
  - Tour d'Émilie
  - 2e du Tour de Slovénie
  - 2e du Tour de Toscane
- 2018
  - 2e, 4e et 8e étapes du Tour d'Autriche
  - 2e du Trophée Matteotti
  - 2e du championnat d'Italie sur route
  - 5e des Strade Bianche
- 2019
  - Vainqueur de la Coupe d'Italie
  - 4e étape du Tour de Slovénie
  - 3e étape du Tour d'Autriche
  - Tour de Toscane
  - Trittico Lombardo
  - 2e du Tour de Slovénie
  - 2e des Trois vallées varésines

### Résultats sur les grands tours

#### Tour de France
1 participation
- 2014 : 37e

#### Tour d'Italie
12 participations
- 2007 : 77e
- 2008 : 42e,  maillot rose pendant 8 jours
- 2009 : 76e
- 2011 : 49e
- 2012 : abandon (15e étape)
- 2013 : 35e, vainqueur des 15e et 17e étapes
- 2015 : 18e,  vainqueur du Grand Prix de la montagne
- 2016 : 13e
- 2017 : abandon (20e étape)
- 2018 : 38e
- 2020 : non-partant (18e étape)
- 2021 : 95e

#### Tour d'Espagne
2 participations
- 2015 : 19e
- 2017 : 46e

### Classements mondiaux
| Année                                 | 2005 | 2006 | 2007 | 2008 | 2009 | 2010 | 2011 | 2012 | 2013 | 2014 | 2015 | 2016 | 2017 | 2018 | 2019 | 2020 | 2021  |
| ------------------------------------- | ---- | ---- | ---- | ---- | ---- | ---- | ---- | ---- | ---- | ---- | ---- | ---- | ---- | ---- | ---- | ---- | ----- |
| UCI ProTour                           | nc   | nc   | 104e | nc   |      |      |      |      |      |      |      |      |      |      |      |      |       |
| UCI World Tour                        |      |      |      |      |      |      |      | 172e | 97e  | 116e | 134e | 92e  | 131e | 140e |      |      |       |
| Classement mondial                    |      |      |      |      |      |      |      |      |      |      |      | 58e  | 98e  | 92e  | 76e  | 230e | 1969e |
| UCI Europe Tour                       |      |      |      |      | 1er  | 1er  | 1er  |      |      |      |      | 24e  | 48e  | 33e  | 63e  | 192e | 1332e |
| UCI Asia Tour                         |      |      |      |      | nc   | 179e | 60e  |      |      |      |      | 578e | 184e | 290e |      |      |       |
|                                       |      |      |      |      |      |      |      |      |      |      |      |      |      |      |      |      |       |
| Légende : nc = non classéSource : UCI |      |      |      |      |      |      |      |      |      |      |      |      |      |      |      |      |       |

## Distinctions
- Oscar TuttoBici des moins de 23 ans : 2004
- Giglio d'Oro (coureur italien de l'année) : 2009 et 2011